# 11-й кавалерийский корпус (СССР)
11-й кавалерийский корпус (11-й кк) — воинское соединение в РККА вооружённых сил СССР во время Великой Отечественной войны.

## История формирования
Сформирован в январе 1942 на основе кавалерийской группы полковника Горина. Согласно Журналу боевых действий 24-й кд, корпус был создан «устным приказом» командира 30-й армии ещё 27 декабря 1941 года.
После выхода из окружения остатки подразделений корпуса были сведены в 24-ю кавалерийскую дивизию. В августе 1942 корпус был расформирован.

## Боевая деятельность
Согласно Журналу боевых действий 24-й кд, 28 декабря штабом корпуса в Боевом приказе № 1 была поставлена задача войти в прорыв и перехватить пути отхода противника, продвинувшись до Погорелого Городища. Однако стрелковые дивизии, в полосе которых предполагалось вводить корпус, не смогли прорвать оборону противника. В январе 1942 года 11-й кавалерийский корпус принял участие в Ржевско-Вяземской операции советских войск. Подразделения корпуса перегруппировались и 12 января были введены в прорыв на участке 39-й армии Калининского фронта. При этом корпусу была подчинена также 2-я гвардейская мотострелковая дивизия. 26 января, преодолев около 110 км, части корпуса вышли к шоссе в 15 км западнее Вязьмы, но вскоре были отброшены. В то же время контрудары противника перерезали коммуникации 39-й армии, 11-го кавалерийского корпуса и части 29-й армии. Попытки советских войск восстановить положение успеха не имели. В свою очередь противник в феврале отрезал и окружил подразделения 29-й армии. Исчерпав возможности к обороне, остатки подразделений армии пробились к частям 39-й армии. Попытки 11-го кк в феврале 1942 года соединиться с 1-м гвардейским кавалерийским корпусом завершились неудачей, противник удержал за собой железную дорогу и шоссе Смоленск-Вязьма. Таким образом, наступление 11-го кавалерийского корпуса в составе Калининского фронта не достигло своих целей. 39-я армия и 11-й кк оказались в полуокружении в лесисто-болотистой местности в районе Холм-Жирковского и снабжались только через узкий коридор, образовавшийся благодаря успешному наступлению 4-й ударной армии.
Для ликвидации вклинения 39-й армии и 11 кавалерийского корпуса немецким командованием была разработана операция «Зейдлиц». В операции были задействованы 10 пехотных и 4 танковых дивизии, а также специально созданная и подготовленная кавалерийская бригада. Наступление началось 2 июля ударом встречных группировок из районов городов Белый и Оленино по стрелковым дивизиям 22-й, 41-й и 39-й армии. 11-й кавалерийский корпус держал оборону на противоположном фасе выступа, за исключением 24-й кд, которая находилась в районе «коридора» в резерве 41-й армии. 5 июля кольцо окружения сомкнулось, помимо 39-й армии и 11 кк были окружены некоторые подразделения 41-й и 22-й армий. 4 июля был нанесён также рассекающий удар, вскоре разделивший свежий «котёл» на южную и северную части. 5 июля командующий фронтом Конев отдал приказ о прорыве из окружения, однако прорваться удалось лишь отдельным частям. Так, 7-9 июля вышли из окружения «отдельные люди и подразделения» 24-й и 46-й кд из состава 11-го кавалерийского корпуса, а 13 июля вышел из окружения «командир кп (18 кд) майор Горобец с группой до 300 чел.». По мнению немецкого командования, к 12 июля операция «Зейдлиц» была завершена, а окружённая группировка советских войск — ликвидирована. На самом деле бои продолжались до 23 июля, в том числе в ночь на 22 июля из окружения успешно прорвались более 7 тысяч человек, из них 2370 входили в состав 11-го кк. По донесению члена военного совета Калининского фронта «Командир 82 кд в порядке, ведёт хозяйство, народ выходит организованно». В ходе прорыва пропал без вести командир 18-й кд 11-го кавалерийского корпуса генерал-майор Иванов П. С. По немецким данным он был тяжело ранен, и умер на поле боя, несмотря на оказанную помощь. Общие потери 11-го кк за июль 1942 года составили 14830 человек, в основном пропавшими без вести (14071).

## Полное название
11-й кавалерийский корпус

## Командование корпуса

### Командиры
- ??.12.1941 — 17.01.1942 Горин, Николай Владимирович, полковник
- 17.01.1942 — 18.05.1942 Тимофеев, Григорий Тимофеевич, генерал-майор
- 19.05.1942 — 07.08.1942 Соколов, Сергей Владимирович, полковник, с 21.07.1942 генерал-майор (в документах упоминается как командир корпуса ещё в январе)

### Начальники штаба
- ??.12.1941 — ??.05.1942 Виндушев, Константин Николаевич, подполковник

## Боевой и численный состав корпуса
- 18-я кавалерийская дивизия (в Действующей армии с 14.11.1941)
- 24-я кавалерийская дивизия (в Действующей армии с 14.11.1941)
- 82-я кавалерийская дивизия (в Действующей армии с 30.11.1941)

Позднее добавляются:
- 46-я кавалерийская дивизия (в соответствии с директивой Ставки ВГК от 14 мая 1942 года)
- 16-й отдельный дивизион связи (в Действующей армии 20.05.1942-07.08.1942)
- 76-я кавалерийская дивизия (16.04.1942-20.05.1942)

## Подчинение
Калининский фронт (с 8 июля 1942, в условиях окружения, 11-й кк подчинён 39-й армии Калининского фронта)

## Документы
- Журнал боевых действий 24 кд (с 22.06.1941 по 25.06.1943 г.) в электронном банке документов «Память народа», Архив ЦАМО, Фонд 3557, Опись 1, Дело 5

## Мемуары
- Начальник политотдела 24-й кд:

Премилов А. И. Нас не брали в плен.  
Исповедь политрука. — М.: Яуза: Эксмо, 2010. — 416 с. — ISBN 978-5-699-44440-3.
- Инструктор политотдела 24-й кд:

Андрей Высотин. Первые версты войны // Шла война народная, 1941-1945: ратные и трудовые дела красноярцев в воспоминаниях, документах, письмах / сост. Белявский И.П.. — Красноярск: Красноярское книжное издательство, 1985. — С. 40-47.